# بحورته
بحورته (به عربی: بحورتة) یک روستا در سوریه است که در ناحیه اخترین واقع شده‌است. بحورته ۷۵۴ نفر جمعیت دارد.